# باتريك ميرفي (سياسي أمريكي)
باتريك ميرفي (بالإنجليزية: Patrick Murphy)‏ هو محامي وسياسي أمريكي، ولد في 19 أكتوبر 1973 في فيلادلفيا في الولايات المتحدة. حزبياً، نشط في الحزب الديمقراطي.

## مناصب
- انتخب وزير الجيش الأمريكي [الإنجليزية]‏ (11 يناير 2016 – 17 مايو 2016).
- في انتخابات مجلس النواب الأمريكي 2006 [الإنجليزية]‏، انتخب عضو مجلس النواب الأمريكي عن دائرة الدائرة الكونغرسية الثامنة لبنسيلفانيا [الإنجليزية]‏ وقد انضم خلال فترته النيابية [الإنجليزية]‏ (4 يناير 2007 – 3 يناير 2009)  للكتلة البرلمانية الحزب الديمقراطي.
- في انتخابات مجلس النواب الأمريكي 2008 [الإنجليزية]‏، انتخب عضو مجلس النواب الأمريكي عن دائرة الدائرة الكونغرسية الثامنة لبنسيلفانيا [الإنجليزية]‏ وقد انضم خلال فترته النيابية [الإنجليزية]‏ (6 يناير 2009 – 3 يناير 2011)  للكتلة البرلمانية الحزب الديمقراطي.
- انتخب عضو مجلس النواب الأمريكي.